# Machilus pomifera
Machilus pomifera är en lagerväxtart som först beskrevs av André Joseph Guillaume Henri Kostermans, och fick sitt nu gällande namn av Shu Kang Lee. Machilus pomifera ingår i släktet Machilus och familjen lagerväxter. Inga underarter finns listade i Catalogue of Life.